# だててんりゅう
だててんりゅうは、1971年に京都で結成された日本のプログレッシブ・ロックバンド。

## 来歴
1971年5月 京都産業大学軽音楽部にて、隣雅夫(オルガン)、楢崎裕史(ヴォーカル、ベース)、上田省吾(ドラム)、山下圭(ギター)にて、だててんりゅう結成。6月京都産業大学にて加藤和彦のコンサートのオープニングアクトをつとめる。7月 京都円山音楽堂にてサウンドクリエーター主催の『モップスコンサート』のオープニングアクトをつとめる。
1972年2月 御池ナショナル・ショウルームにて、定期的に自主企画コンサ－ト開始(2年間継続 )。　豊田勇三、古川豪などジャンルをこえたゲストを迎えてのイベントを企画する。7月 京都円山音楽堂、サウンドクリエーター主催の「だててんりゅう・ハートマザーオーツ・コンサート」ゲストにモップス、井上陽水.やしきたかじんなどが出演。9月　中村好孝(ドラムス)加入。オルガントリオとして活動開始。
1973年5月『村八分』京大西部講堂レコーディングライブで、オープニングアクトを務める。8月大坂万博会場ヤマハ8・8ロックディ参加(隣、中村、楢崎、ヴォーカルに月光恵亮)。10月 楢崎『頭脳警察』加入の為、脱退。
1974年10月京都成安女子大文化祭,京都平安女子大文化祭に出演隣、中村、三須磨一也(ドラム)、野中ひろあき(ベース)、村地博(サックス)。ブルースハウス・ブルース・バンドと共演。ツインドラムにベースにオルガンそしてサックスとゆう編成で活動再開。11月各地の大学文化祭に出演。
1975年4月京都円山音楽堂スプリング・フェスフェスティバルに出演。(ダウンタウン・ブギウギ・バンド,桑名正博.ブラインドエキスプレス,ペドロ&カプリシャスなど出演)。隣雅夫(org.vo).中村好考(dr).野中ひろあき(b)ゲストにフルート&サックスに市川修(ジャズ・ピアニスト)。飛び入りで当時,頭脳警察の楢崎裕史(vo,herp)出演。京都KBSラジオにて、オン・エアー。8月大坂万博会場ヤマハ8・8ロックディ参加(上田正樹.ウエストロードなど)。
隣雅夫(org.vo).中村好考(dr).野中ひろあき(b).ZIN(g)9月浦和ロックンロールセンター主催、埼玉県浦和市の田島ケ原野外コンサートに出演。(四人囃子.あんぜんBAND.頭脳警察などと共演)10月現フロマージュ／シネマの谷口裕一(ドラム)、末永雄三(ベース)加入12月京大西部講堂「Mojo West 」大晦日コンサート出演。
1976年4月 井上衛(b).五百頭旗邦彦(vo.g).三須磨一也(dr).三須磨大成(g)加入。各地ライブハウスを回る。9月埼玉県浦和市田島ケ原野外コンサート出演。東京.渋谷の屋根裏.高円寺次朗吉,三ノ輪モンドなどに出演。
1977年3月京都ライブ・ハウス磔磔を中心に、隣(シンセサイザー)、村地、井上衛(b)、杉浦正周(dr)、ZIN(g)、　横川理彦(violin)にて即興演奏主体のライブ・パフォーマンスを繰り返す(2年間)。8月1日発行　阿木譲 主催の月刊誌rock magazine 隣雅夫,散文を公開。8月ブラインドエキスプレスから西峰裕(g)参加。9月浦和ロックンロールセンター主催、埼玉県浦和市の田島ケ原野外コンサートに出演。(四人囃子.魔人岩.ハルヲフォンなどと共演)
高円寺次朗吉出演。　10月ドラックストアー主催の京大西部講堂コンサート出演(天地創造、ダダなど)。12月FM NHK(若いこだま)出演。(阿木譲企画) 3曲ライブ演奏
1978年 1月ヤマハ神戸センター　ロックホライゾン出演(シェラザード、アイン・ソフなどと共演)。隣雅夫(org.syth.vo).井上衛(b).杉浦正周(dr).西峰裕(g).村地博(sax)。CDアルバム「UNTO」、「レッドアフタヌーンブルース」に収録
1979年7月京大西部講堂 村八分 再結成コンサートに、隣ピアノ.オルガンで参加。9月京都ライブハウス 銀閣寺.サーカス＆サーカス、祇園.共和村を中心に隣、三須磨大成(ギター)、末永雄三(ベース),岩本コージ(ドラム）だるま食堂から倉田潤(ギター)らでアンサンブル主体のライブ・パフォースマンスを繰り返す(2年間)。この頃は、INU(町田町蔵在籍)、ドクター(kyon在籍)とよく共演する。10月京都.祇園共和村ライブに山口富士夫(村八分)ギターで飛び入り出演。11月共和村ライブに浅田哲(村八分)ハープで飛び入り出演.12月京大西部講堂REVO1980出演(フリクション、ノーコメンツ、キャラバンなど)。
1980年10月京都府立勤労会館198Xだててんりゅうコンサート。ジー(ベース)加入。サポートプレイヤーに光森英毅(キーボード）。12月京大西部講堂コンサート出演(Tバード、キャラバン)。大阪 SABホール関西TV(ローリング・ポップス)出演。1981年1月尼崎ピッコロ・シアター・ライブ・ルネッサンス だててんりゅうコンサート2月サポートキーボード光森に替わりKYON参加。8月サーカス＆サーカス出演を最後に、だててんりゅう名義のライブ活動を休止する11月隣、井上、杉浦、スズカ・チェスナット・スタジオで数曲録音。ゲストギタリストに三十三間堂の中路ススム参加。
1982年2月隣、井上、杉浦、スズカ・チェスナット・スタジオで数曲録音。9月、12月隣、井上、杉浦、村地、松田幹夫(g)、KYON(p)、佐野東洋(sax)、スタジオ録音の作品中心に、サーカス＆サーカスにてライブ(CDアルバム「凪」に収録。
1983年に活動を休止するも、1996年に活動を再開し、隣雅夫(オルガン)、井上衛(ベース), 杉浦正周(ドラム)、西峰裕(ギター)、光森英毅(ピアノ)の5名を中心に活動。現在に至る。

## ディスコグラフィ

### アルバム
- 1971（1996年）
- 隣雅夫(Keybords),楢崎裕史(Vo,B),中村好孝(Drs)、上田省悟(Drs)、山下圭(G)。

01.ぶっこわれた僕 (4.10)02.春げしき (10.08)03.泥まみれ (26.12)04.Part-4 (3.58)05.あぶくの味 (8.34)total time(52.22)
- UNTO（1997年）
- 隣雅夫(Keybords)、井上衛(B)、杉浦正周(Drs)、西峰裕(G)、村地博(Sax)、中村好孝(Drs)、野中ヒロアキ(B)、小谷裕(G)。

01.東福寺(8.39)02.ベースボールゲーム(15.28)03.ソフト(12.08)>04.UNTO(13.21)05.FOGGY DAY(3.51)total time(52.42)
- 1976（1998年）
- 隣雅夫(Keybords)、五百旗頭邦彦(Vo,G)、井上衛(B)、三須磨大成(G)、三須磨一也(Drs)。

01.電車　02.Weeping Bird　03.つむじ風　04.あと10分　05.心のゆくえ　06.燃え墜ちて　07.つむじ風　08こんな日は　09.Weeping Bird　total time(65.44)
- 凪（2000年）
- 隣雅夫(Keybords)、井上衛(B)、杉浦正周(Drs)、三須磨大成(G)、光森英毅(Keybords)、ゲスト松田幹夫(G)、中路晋(G)。

01.ONE NITE (6.07)　02.寒い季節 (6.24)　03.LOVE SONGS)5.27)　04 夏の日(3.11)　05.日が暮れて (7.22)　06.夕映え(4.23)　07くる日もくる日も(6.24)　08.IN THE SKY(5.44)　◎Bonus Track　09.日が暮れて／別バージョン(5.07)　10.凪 (6.44)　total time(55.33)
- 2001拾得ライブ！（2003年）
- 隣雅夫(Keybords)、井上衛(B)、杉浦正周(Drs)、西峰裕(G)、光森英毅(Keybords)。ゲスト加藤義明(Vo)

01 東福寺(08:25)　02 寒い季節(07:52)　03 拾得(01:09)　04 NADA(10:48)　05 11月25日(00:48)　06 ジャックを待ちながら(05:32)　07 くる日もくる日も(10:52)　total time(43.66)
- Red Afternoon Blues（2004年）
- 隣雅夫(Keybords)、井上衛(B),杉浦正周(Drs)、西峰裕(G)。

01イントロ(5:41) 02,Banana Song(5:44) 03,褪せた色合い(4:35) 04.こんな日は(6:04)  05,くろかみ( 5:54) 06,Red Afternoon Blues) 07,Moon Shake(4:05) 08,毘沙門堂の風景(10:30) Total (46:30)
- Cool Flying Dragon（2006年）
- 隣雅夫(keybords),井上衛(Bass),杉浦正周(Drs),田中康彦(G)。ゲスト松田幹夫(G)。

01 ハジメマシテ(1:08 )　02 ティアーズ・フォー・ライフ(3:33)　03 ナダズジャム(11:39)　04 日が暮れて(6:46)　05 ハッピィー・ストーン(8:02)　06 友達の唄(5:48)　07 希望の丘(6:45)　Bonus Tracks　08 オールド・サン(6:01)　09 水たまり(4:12 )　total time(53.09)